# Lex Saxonum
Romano-germain
Droit du haut Moyen Âge
La Lex Saxonum est une série de lois émises par Charlemagne entre 782 et 803 dans le cadre de son plan pour soumettre les Saxons. C'est donc un compromis entre les coutumes et statuts traditionnels de ceux-ci et les lois établies pour l'Empire franc. 
La Lex Saxonum nous est parvenue en deux manuscrits et deux anciennes éditions, celles de BJ Herold et celle du Tillet. Le texte a été édité par Karl von Richthofen pour sa Monumenta Germanica Historica.
Elle contient d'anciens textes coutumiers de la Saxe. La forme sous laquelle elle nous est parvenue montre qu'elle est postérieure à la conquête de la Saxe par Charlemagne. Elle est précédée de deux capitulaires pour cette région : le Capitulatio de partibus Saxoniae, qui date de 782 ou 795, et qui se caractérise par une grande sévérité, la mort étant la peine de chaque délit contre la religion chrétienne ; et le Capitulare Saxonicum, du 28 octobre 797, dans lequel Charlemagne montre moins de brutalité et prononce des sanctions moins fortes pour des méfaits qui entraînaient autrefois la mort. 
La Lex Saxonum date apparemment de 803, car elle contient des clauses qui se trouvent dans le Capitulare legi Ribuariae additum de la même année. Elle a fixé les anciennes coutumes, éliminant en même temps tout ce qui était contraire à l'esprit du christianisme ; elle proclama la paix des églises, dont elle a garanti les biens et pour lesquelles elle reconnaît le droit d'asile. 